# Elecciones al Senado de México de 2018
Las elecciones al Senado de México de 2018 son parte de las elecciones que se celebraron en México el 1 de julio de 2018 en las que se renovaron todos los cargos federales de elección popular: presidente de la República, diputados federales y senadores; así como diversos cargos de carácter local: gobernadores, congresos locales y alcaldes.
Los electos en estas elecciones formarán parte de las legislaturas LXIV y LXV del Congreso de la Unión y serán los primeros en poder buscar la reelección al cargo para un periodo posterior inmediato.
Históricamente desde la actual conformación del Senado, el partido que obtiene la Presidencia de México gana la mayoría de los escaños de la Cámara en esta elección concurrente. Es la primera elección senatorial en la que participa MORENA como partido político nacional. 
Con los resultados de esta elección, el partido MORENA logra la mayoría simple, y al sumar a sus aliados logran la mayoría absoluta en la Cámara de Senadores, sin embargo no tienen los escaños suficientes para formar mayoría calificada.

## Composición del Senado
| Partido                                                        | Partido                              | Senadores Mayoría relativa | Senadores Primera minoría | Senadores Rep. Proporcional | Total |
| -------------------------------------------------------------- | ------------------------------------ | -------------------------- | ------------------------- | --------------------------- | ----- |
|                                                                | Movimiento Regeneración Nacional     | 38                         | 4                         | 13                          | 55    |
|                                                                | Partido Acción Nacional              | 7                          | 10                        | 6                           | 23    |
|                                                                | Partido Revolucionario Institucional | 1                          | 6                         | 6                           | 13    |
|                                                                | Partido de la Revolución Democrática | 1                          | 5                         | 2                           | 8     |
|                                                                | Partido Encuentro Social             | 7                          | 1                         | 0                           | 8     |
|                                                                | Partido Verde Ecologista de México   | 1                          | 4                         | 2                           | 7     |
|                                                                | Movimiento Ciudadano                 | 4                          | 1                         | 2                           | 7     |
|                                                                | Partido del Trabajo                  | 5                          | 0                         | 1                           | 6     |
|                                                                | Nueva Alianza                        | 0                          | 1                         | 0                           | 1     |
| Total                                                          | Total                                | 64                         | 32                        | 32                          | 128   |
| Fuentes: Instituto Nacional Electoral. Senado de la República. |                                      |                            |                           |                             |       |

### Mayoría relativa
| Entidad federativa  | Senadores | Senadores                   | Senadores | Senadores                             |
| ------------------- | --------- | --------------------------- | --------- | ------------------------------------- |
| Aguascalientes      |           | Martha Márquez Alvarado     |           | Juan Antonio Martín del Campo         |
| Baja California     |           | Jaime Bonilla Valdez        |           | Alejandra León Gastélum               |
| Baja California Sur |           | Víctor Manuel Castro Cosío  |           | Lucía Trasviña Waldenrath             |
| Campeche            |           | Aníbal Ostoa Ortega         |           | Cecilia Margarita Sánchez García      |
| Chiapas             |           | Eduardo Ramírez Aguilar     |           | Sasil de León Villard                 |
| Chihuahua           |           | Bertha Caraveo Camarena     |           | Cruz Pérez Cuéllar                    |
| Ciudad de México    |           | Martí Batres Guadarrama     |           | Citlalli Hernández Mora               |
| Coahuila            |           | Armando Guadiana Tijerina   |           | Eva Galaz Caletti                     |
| Colima              |           | Joel Padilla Peña           |           | Gricelda Valencia de la Mora          |
| Durango             |           | Alejandro González Yáñez    |           | Lilia Margarita Valdéz Martínez       |
| Guanajuato          |           | Alejandra Reynoso Sánchez   |           | Erandi Bermúdez Méndez                |
| Guerrero            |           | Félix Salgado Macedonio     |           | Nestora Salgado                       |
| Hidalgo             |           | Angélica García Arrieta     |           | Julio Ramón Menchaca Salazar          |
| Jalisco             |           | Clemente Castañeda Hoeflich |           | Verónica Delgadillo García            |
| Estado de México    |           | Delfina Gómez Álvarez       |           | Higinio Martínez Miranda              |
| Michoacán           |           | Blanca Estela Piña Gudiño   |           | Cristóbal Arias Solís                 |
| Morelos             |           | Lucía Meza Guzmán           |           | Radamés Salazar Solorio               |
| Nayarit             |           | Cora Cecilia Pinedo Alonso  |           | Miguel Ángel Navarro Quintero         |
| Nuevo León          |           | Samuel García Sepúlveda     |           | Indira Kempis Martínez                |
| Oaxaca              |           | Susana Harp                 |           | Salomón Jara Cruz                     |
| Puebla              |           | Alejandro Armenta Mier      |           | Nancy de la Sierra Arámburo           |
| Querétaro           |           | Mauricio Kuri González      |           | Guadalupe Murguía Gutiérrez           |
| Quintana Roo        |           | Marybel Villegas Canché     |           | José Luis Pech Várguez                |
| San Luis Potosí     |           | Leonor Loyola Cervantes     |           | Marco Antonio Gama Basarte            |
| Sinaloa             |           | Rubén Rocha Moya            |           | Imelda Castro Castro                  |
| Sonora              |           | Lilly Téllez                |           | Alfonso Durazo Montaño                |
| Tabasco             |           | Mónica Fernández Balboa     |           | Javier May Rodríguez                  |
| Tamaulipas          |           | Américo Villarreal Anaya    |           | María Guadalupe Covarrubias Cervantes |
| Tlaxcala            |           | Ana Lilia Rivera Rivera     |           | José Antonio Álvarez Lima             |
| Veracruz            |           | Rocío Nahle García          |           | Ricardo Ahued Bardahuil               |
| Yucatán             |           | Jorge Carlos Ramírez Marín  |           | Verónica Camino Farjat                |
| Zacatecas           |           | María Soledad Luévano Cantú |           | José Narro Céspedes                   |

### Primera minoría
| Entidad federativa  | Senadores | Senadores                        |
| ------------------- | --------- | -------------------------------- |
| Aguascalientes      |           | Daniel Gutiérrez Castorena       |
| Baja California     |           | Gina Cruz Blackledge             |
| Baja California Sur |           | María Guadalupe Saldaña Cisneros |
| Campeche            |           | Rocío Abreu Artiñano             |
| Chiapas             |           | Noé Castañón Ramírez             |
| Chihuahua           |           | Gustavo Madero Muñoz             |
| Ciudad de México    |           | Emilio Álvarez Icaza             |
| Coahuila            |           | Verónica Martínez García         |
| Colima              |           | Gloria Benavides Cobos           |
| Durango             |           | José Ramón Enríquez Herrera      |
| Guanajuato          |           | Martha Lucía Mícher Camarena     |
| Guerrero            |           | Manuel Añorve Baños              |
| Hidalgo             |           | Nuvia Magdalena Mayorga Delgado  |
| Jalisco             |           | María Antonia Cárdenas Mariscal  |
| Estado de México    |           | Juan Zepeda Hernández            |
| Michoacán           |           | Antonio García Conejo            |
| Morelos             |           | Ángel García Yáñez               |
| Nayarit             |           | Gloria Elizabeth Núñez Sánchez   |
| Nuevo León          |           | Víctor Oswaldo Fuentes Solís     |
| Oaxaca              |           | Raúl Bolaños Cacho Cué           |
| Puebla              |           | Nadia Navarro Acevedo            |
| Querétaro           |           | Gilberto Herrera Ruiz            |
| Quintana Roo        |           | Mayuli Martínez Simón            |
| San Luis Potosí     |           | Primo Dothé Mata                 |
| Sinaloa             |           | Mario Zamora Gastelum            |
| Sonora              |           | Sylvana Beltrones Sánchez        |
| Tabasco             |           | Juan Manuel Fócil Pérez          |
| Tamaulipas          |           | Ismael García Cabeza de Vaca     |
| Tlaxcala            |           | Minerva Hernández Ramos          |
| Veracruz            |           | Julen Rementería del Puerto      |
| Yucatán             |           | Raúl Paz Alonzo                  |
| Zacatecas           |           | Claudia Anaya Mota               |

### Representación proporcional
| Senadores | Senadores                        | Senadores | Senadores                     |
| --------- | -------------------------------- | --------- | ----------------------------- |
|           | Antares Vázquez Alatorre         |           | Damián Zepeda Vidales         |
|           | Héctor Vasconcelos               |           | Kenia López Rabadán           |
|           | Olga Sánchez Cordero             |           | Rafael Moreno Valle Rosas     |
|           | Ricardo Monreal Ávila            |           | Claudia Ruiz Massieu Salinas  |
|           | Ifigenia Martínez                |           | Carlos Aceves del Olmo        |
|           | Napoleón Gómez Urrutia           |           | Vanessa Rubio Márquez         |
|           | Elvia Marcela Mora Arellano      |           | Miguel Ángel Osorio Chong     |
|           | Germán Martínez Cázares          |           | Beatriz Paredes Rangel        |
|           | Katya Elizabeth Ávila Vázquez    |           | Eruviel Ávila Villegas        |
|           | Casimiro Méndez Ortiz            |           | Xóchitl Gálvez Ruiz           |
|           | Eunice Renata Romo Molina        |           | Israel Zamora Guzmán          |
|           | Gabriel García Hernández         |           | Alejandra Lagunes             |
|           | Claudia Esther Balderas Espinoza |           | Manuel Velasco Coello         |
|           | Josefina Vázquez Mota            |           | Patricia Mercado              |
|           | Miguel Ángel Mancera             |           | Dante Delgado Rannauro        |
|           | Indira Rosales San Román         |           | Geovanna Bañuelos de la Torre |

## Resultados electorales

### Federal
|  | 41.17 % |

|  | 1.24 % |

|  | 3.98 % |

|  | 0.10 % |

|  | 2.43 % |

|  | 3.51 % |

|  | 43.08 % |

|  | 47.58 % |

|  | 44.99 % |

|  | 18.35 % |

|  | 1.12 % |

|  | 5.49 % |

|  | 0.18 % |

|  | 4.88 % |

|  | 1.07 % |

|  | 26.59 % |

|  | 28.72 % |

|  | 28.96 % |

|  | 16.57 % |

|  | 7.21 % |

|  | 4.67 % |

|  | 2.24 % |

|  | 2.40 % |

|  | 1.11 % |

|  | 13.36 % |

|  | 23.64 % |

|  | 23.92 % |

|  | 2.07 % |

|  | 0.06 % |

|  | 0.06 % |

|  | 95.86 % |

|  | 95.10 % |

|  | 4.14 % |

|  | 4.90 % |

|  | 100.00 % |

|  | 100.00 % |

|  | 63.52 % |

|  | 63.01 % |

### Aguascalientes
|  | 35.72 % |

|  | 28.67 % |

|  | 25.97 % |

|  | 3.31 % |

|  | 2.56 % |

|  | 3.76 % |

|  | 100.0 % |

### Baja California
|  | 57.72 % |

|  | 23.65 % |

|  | 10.38 % |

|  | 3.12 % |

|  | 2.07 % |

|  | 3.07 % |

|  | 100.0 % |

### Baja California Sur
|  | 48.83 % |

|  | 28.23 % |

|  | 8.10 % |

|  | 3.69 % |

|  | 2.67 % |

|  | 3.42 % |

|  | 100.0 % |

### Campeche
|  | 45.91 % |

|  | 30.65 % |

|  | 19.88 % |

|  | 3.54 % |

|  | 100.0 % |

### Chiapas
|  | 48.29 % |

|  | 29.50 % |

|  | 9.91 % |

|  | 4.10 % |

|  | 8.18 % |

|  | 100.0 % |

### Chihuahua
|  | 36.23 % |

|  | 30.13 % |

|  | 21.90 % |

|  | 3.79 % |

|  | 2.93 % |

|  | 4.99 % |

|  | 100.0 % |

### Ciudad de México
|  | 51.30 % |

|  | 28.87 % |

|  | 9.67 % |

|  | 4.54 % |

|  | 1.70 % |

|  | 3.88 % |

|  | 100.0 % |

### Coahuila de Zaragoza
|  | 36.22 % |

|  | 32.47 % |

|  | 28.76 % |

|  | 2.53 % |

|  | 100.0 % |

### Colima
|  | 43.88 % |

|  | 29.24 % |

|  | 23.15 % |

|  | 3.71 % |

|  | 100.0 % |

### Durango
|  | 38.87 % |

|  | 30.49 % |

|  | 21.45 % |

|  | 3.63 % |

|  | 1.99 % |

|  | 3.55 % |

|  | 100.0 % |

### Guanajuato
|  | 44.03 % |

|  | 25.69 % |

|  | 13.98 % |

|  | 8.25 % |

|  | 3.10 % |

|  | 4.92 % |

|  | 100.0 % |

### Guerrero
|  | 47.87 % |

|  | 23.02 % |

|  | 22.40 % |

|  | 5.39 % |

|  | 100.0 % |

### Hidalgo
|  | 47.67 % |

|  | 27.06 % |

|  | 14.49 % |

|  | 3.69 % |

|  | 4.98 % |

|  | 100.0 % |

### Jalisco
|  | 33.05 % |

|  | 24.09 % |

|  | 21.87 % |

|  | 12.16 % |

|  | 3.44 % |

|  | 1.82 % |

|  | 4.92 % |

|  | 100.0 % |

### Estado de México
|  | 47.91 % |

|  | 24.71 % |

|  | 24.25 % |

|  | 3.12 % |

|  | 100.0 % |

### Michoacán de Ocampo
|  | 37.78 % |

|  | 29.09 % |

|  | 17.27 % |

|  | 6.95 % |

|  | 2.36 % |

|  | 6.52 % |

|  | 100.0 % |

### Morelos
|  | 51.25 % |

|  | 20.25 % |

|  | 9.33 % |

|  | 8.33 % |

|  | 4.64 % |

|  | 0.08 % |

|  | 100.0 % |

### Nayarit
|  | 55.76 % |

|  | 21.95 % |

|  | 14.21 % |

|  | 2.30 % |

|  | 2.13 % |

|  | 3.61 % |

|  | 100.0 % |

### Oaxaca
|  | 56.77 % |

|  | 22.85 % |

|  | 15.78 % |

|  | 0.02 % |

|  | 100.0 % |

### Puebla
|  | 47.08 % |

|  | 25.38 % |

|  | 15.28 % |

|  | 4.36 % |

|  | 2.68 % |

|  | 5.18 % |

|  | 100.0 % |

### Querétaro
|  | 38.82 % |

|  | 35.35 % |

|  | 14.66 % |

|  | 4.09 % |

|  | 2.11 % |

|  | 4.94 % |

|  | 100.0 % |

### Quintana Roo
|  | 59.56 % |

|  | 20.81 % |

|  | 15.71 % |

|  | 3.79 % |

|  | 100.0 % |

### San Luis Potosí
|  | 34.40 % |

|  | 30.46 % |

|  | 28.47 % |

|  | 6.59 % |

|  | 0.08 % |

|  | 100.0 % |

### Sinaloa
|  | 46.99 % |

|  | 23.86 % |

|  | 18.93 % |

|  | 7.30 % |

|  | 2.88 % |

|  | 0.04 % |

|  | 100.0 % |

### Sonora
|  | 47.03 % |

|  | 27.77 % |

|  | 21.80 % |

|  | 0.03 % |

|  | 100.0 % |

### Tabasco
|  | 67.72 % |

|  | 12.53 % |

|  | 11.73 % |

|  | 3.48 % |

|  | 1.01 % |

|  | 3.50 % |

|  | 0.03 % |

|  | 100.0 % |

### Tamaulipas
|  | 37.61 % |

|  | 37.31 % |

|  | 18.13 % |

|  | 2.33 % |

|  | 1.57 % |

|  | 3.02 % |

|  | 100.0 % |

### Tlaxcala
|  | 58.51 % |

|  | 17.67 % |

|  | 17.40 % |

|  | 2.30 % |

|  | 4.05 % |

|  | 0.08 % |

|  | 100.0 % |

### Veracruz de Ignacio de la Llave
|  | 48.08 % |

|  | 33.31 % |

|  | 15.23 % |

|  | 3.36 % |

|  | 100.0 % |

### Yucatán
|  | 37.24 % |

|  | 33.32 % |

|  | 26.58 % |

|  | 2.83 % |

|  | 0.02 % |

|  | 100.0 % |

### Zacatecas
|  | 41.32 % |

|  | 33.62 % |

|  | 20.84 % |

|  | 0.03 % |

|  | 100.0 % |